# Жан Салас
Міге́ль Жан Са́лас Франч (ісп. Miquel Jan Salas Franch; нар. 27 серпня 2005) — іспанський футболіст, півзахисник клубу «Мальорка».

## Клубна кар'єра
Вихованець академії «Мальорки», до якої приєнався 2013 року. 26 березня 2023 року дебютував за резервну команду в матчі Сегунди Федерасьйон проти «Пенья Депортіва». 17 вересня 2023 року в поєдинку Терсери Дивізіону RFEF проти «Сольєра» забив свій перший гол у кар'єрі. 17 липня 2024 року продовжив контракт з клубом до літа 2028 року.
1 лютого 2025 року дебютував в основному складі «Мальорки» в матчі Ла-Ліги проти «Атлетіко» (Мадрид), вийшовши на заміну Дані Родрігесу.

## Статистика виступів
Станом на 22 квітня 2025 
| Клуб              | Сезон             | Чемпіонат           | Чемпіонат | Чемпіонат | Кубок | Кубок | Єврокубки | Єврокубки | Інші  | Інші | Всього | Всього |
| Клуб              | Сезон             | Дивізіон            | Матчі     | Голи      | Матчі | Голи  | Матчі     | Голи      | Матчі | Голи | Матчі  | Голи   |
| ----------------- | ----------------- | ------------------- | --------- | --------- | ----- | ----- | --------- | --------- | ----- | ---- | ------ | ------ |
| Мальорка Б        | 2022–23           | Сегунда Федерасьйон | 1         | 0         | —     | —     | —         | —         | —     | —    | 1      | 0      |
| Мальорка Б        | 2023–24           | Терсера Федерасьйон | 35        | 9         | —     | —     | —         | —         | —     | —    | 35     | 9      |
| Мальорка Б        | 2024–25           | Сегунда Федерасьйон | 26        | 2         | —     | —     | —         | —         | —     | —    | 26     | 2      |
| Мальорка Б        | Всього            | Всього              | 61        | 11        | 0     | 0     | 0         | 0         | 1     | 0    | 61     | 11     |
| Мальорка          | 2024–25           | Ла-Ліга             | 3         | 0         | 0     | 0     | —         | —         | —     | —    | 3      | 0      |
| Всього за кар'єру | Всього за кар'єру | Всього за кар'єру   | 64        | 11        | 0     | 0     | 0         | 0         | 0     | 0    | 64     | 11     |